# Юрій-Станіслав Дідушицький

Герб Сас Дідушицьких

Дідушицький Юрій-Станіслав  (1670 — 6 вересня 1730, Львів) — шляхтич руського походження, державний діяч Корони Польської в Речі Посполитій, дипломат. Представник спольщеного руського роду Дідушицьких. Граф, титул надав король Август ІІ.

## Життєпис

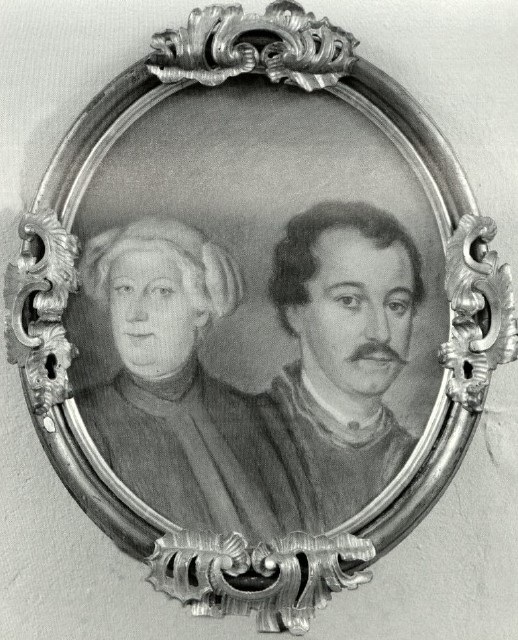
Юрій і Маріанна Дідушицькі, надгробний портрет

Посади: староста жидачівський з 1694 року, конюший великий коронний, ловчий великий коронний (1703 р.). Син подільського воєводи Франциска Яна Дідушицького і Зофії з Яблоновських гербу Прус ІІІ, сестри великого коронного гетьмана Станіслава Яна Яблоновського, який став його хресним батьком. Був львівським послом на конвокаційний сейм 1696 року після смерти короля Яна ІІІ Собеського.

Автор політичних трактатів «Про елекцію польських королів», «Обсервації до коней і стад польських», «Латинська мова до Фрідріха Августа саксонського».

Під час дипломатичної подорожі до Риму отримав реліквії (мощі) св. Бенедикта, які помістили 1753 року у спеціально збудованій каплиці при костелі Петра і Павла єзуїтів у Львові, де він був похований (був мармуровий надгробок його та дружини Маріанни Терези (†1751, щлюб уклали 1704 року), доньки Марціна Замойського із Замойських).
1740 року було проведено реставрацію костелу єзуїтів Львова його та дружини коштом.
Його улюблений маєток — Цуцулівці (тепер Вільхівці поблизу Жидачева). Тут він заснував містечко, розбудував його.